# Амосово (Владимирская область)
Амосово — посёлок в Меленковском районе Владимирской области России, входит в состав Денятинского сельского поселения.

## География
Посёлок расположен в 10 км на северо-восток от центра поселения села Денятино и в 30 км на север от города Меленки, остановочный пункт Амосово на ж/д линии Черусти — Муром.

## История
После Великой Отечественной войны посёлок входил в состав Папулинского сельсовета Меленковского района, с 2005 года — в составе Денятинского сельского поселения. 

## Население
| 2002 | 2010 | 2021 |
| ---- | ---- | ---- |
| 15   | ↘8   | ↗18  |